# Tana Mongeau
Tana Marie Mongeau, née à Las Vegas (Nevada), est une vidéaste web américaine, active sur YouTube.

## Jeunesse
Tana a été élevé à Las Vegas dans le Nevada.

## Carrière
Ses vidéos les plus célèbres sont ses vidéos « storytime ». Le 10 février 2017, elle a indiqué sur son Snapchat que le FBI enquêtait sur elle. Une personne l'a piratée dans ses courriels et a « envoyé une menace d'attaque à la bombe à l'aéroport international McCarran ».
Le 24 janvier 2017, elle a publié une vidéo intitulée « The N Word » qui a été vue plus de 6,9 millions de fois et plus de 300 000 personnes n'aiment pas. Dans la vidéo, elle décrit une rencontre au cours de laquelle une personne de sa tournée (plus tard révélée être le YouTubeur iDubbbz) lui aurait dit « say nigger », en réponse à un tweet posté par iDubbbz sur Mongeau, lui demandant de se tuer pour son usage comique du mot « nègre » dans ses vidéos YouTube. Le 17 février 2017, Mongeau a publié une vidéo intitulée « Des excuses » pour la polémique avec iDubbbz qui a été visionnée plus de 3 millions de fois,. 
Le premier single de Mongeau, Hefner, est sorti en novembre 2017. La vidéo de musique a présenté Bella Thorne. Ce même mois, elle figure dans un épisode de Maury. Tana a collaboré avec Lil Phag et Dr. Woke pour une chanson intitulée Deadahh parue le 15 décembre 2017. Elle a publié son deuxième single solo, W, le 1er mars 2018. Son troisième single, F ** k Up, est sorti le 31 août 2018.
Mongeau a annoncé le 26 mai 2018 qu'elle organiserait sa propre convention, intitulée TanaCon, en même temps et dans la même ville que Vidcon 2018, du 22 au 23 juin. Mongeau souhaitait que TanaCon soit une alternative à VidCon après que les organisateurs de VidCon 2017 n'aient pas donné les droits à Mongeau lors de la convention du « créateur en vedette ». TanaCon a eu lieu à Anaheim, en Californie, aux Anaheim Marriott Suites, le 22 juin 2018, et a été annulée le même jour. Plus de 80 créateurs ont été invités à tenir des panneaux lors de l'événement, y compris Bella Thorne, Shane Dawson, Casey Neistat, Miranda Sings, Ricky Dillon, Elijah Daniel, Jenn McAllister, Gabbie Hanna, Trevor Moran, Lisa Schwartz et Jack Baran . Malgré les affirmations de Mongeau selon lesquelles 20 000 personnes ont essayé d'assister à la convention, 4 000 à 5 000 personnes au maximum y ont assisté et le Marriott n'était pas capable de contenir même autant de personnes. Ceux qui ont assisté ou se sont alignés pour assister se sont plaints du manque de nourriture et d'eau et ont passé des heures au soleil. Il a été rapporté que beaucoup de personnes avaient été brûlées par le soleil et que certaines personnes avaient perdu connaissance à cause de la chaleur. L'événement avait reçu beaucoup d'attention et de critiques. The Verge a déclaré que les fans le comparaient à Fyre Fest, et que les participants criaient au « remboursement » après l'événement. Dawson a déclaré qu'accepter de comparaître à TanaCon était la « pire décision [qu'il] ait prise ». Mongeau a ensuite présenté ses excuses et a déclaré que des remboursements seraient effectués. Dawson a par la suite publié une série de vidéos de type documentaire en trois parties sur YouTube qui présentait Mongeau et d'autres personnes impliquées dans les perspectives de la convention concernant l'événement. TanaCon a été organisé en collaboration avec Michael Weist. 
Le 29 avril 2019, il a été annoncé que Mongeau jouerait dans sa propre série de téléréalité MTV intitulée Tana Turns 21 pour la première fois de l'été 2019.  Le troisième single de Mongeau, FaceTime, est sorti le 18 mai 2019, aux côtés de son vidéoclip.
En mai 2019, VidCon a déclaré que Mongeau serait un « Créateur vedette » à la convention. Le cofondateur de VidCon, Hank Green, avait déclaré en 2018 qu'il s'était « trompé à 100 % » en n'ayant pas invité Mongeau à VidCon 2017 en tant que « Créateur vedette ».

## Vie privée
Mongeau était en couple avec Bella Thorne de l'été 2017 à février 2019.  
Elle a fréquenté Brad Sousa de février à avril 2019 et sort avec Jake Paul depuis.  
Avant ces relations, elle était sortie avec le rappeur Lil Xan. 